# Geneva Lake
Geneva Lake est un lac situé au sud-est du Wisconsin aux États-Unis. Sur ses berges, on trouve les localités de Lake Geneva et Fontana-on-Geneva-Lake. Il se situe à 1 km au sud du Como Lake et à 90 minutes par la route de l'aéroport O'Hare de Chicago.
Le lac tire son nom de la cité de Geneva (New York), située sur les rives du lac Seneca, d'où venaient ses premiers colons.
La superficie du lac est d'environ 21,17 km², sa longueur maximale de 12 km et sa profondeur maximale de 44 m.